# Slovačka jama
Slovačka jama (-1320 m) je jama na Velebitu, u Hrvatskoj. Nalazi se na Malom kuku (jugoistočni kut Rožanskih kukova), u Nacionalnom parku Sjeveni Velebit.

## Povijest istraživanja
Otkrili su je 28. srpnja 1995. godine tijekom ekspedicije Velebit '95 dvojica slovačkih speleologa – Branislav Šmída i Marcel Griflík – koji su u devet dana istraživanja uspjeli doseći dubinu od 516 m. Primijećen je i vodoravan kanal na -350 m, koji je ostavljen za kasnije ekspedicije. Ulaz u jamu se nalazi na 1520 mnv.
Na kraju ekspedicije Slovačka jama '98 trebalo je iz jame izvući puno opreme pa je odlučeno izvesti sljedeće: izvući jedan dio teške opreme i napraviti vježbu. Dana 8. kolovoza 1998. godine postavljena su sva sidrišta za spašavanje do vodoravnog kanala na 350 m dubine. Cilj vježbe bio je isprobati mogućnosti spašavanja u uvjetima kad mali broj ljudi izvodi spašavanje s velike dubine.